# عمر بنزرگا
عمر بنزرگا (عربی: عمر بن زرقة؛ زادهٔ ۱۳ مارس ۱۹۹۰) بازیکن فوتبال اهل الجزایر است.
از باشگاه‌هایی که در آن بازی کرده‌است می‌توان به باشگاه فوتبال نانت اشاره کرد.
وی همچنین در تیم‌های ملی فوتبال زیر ۱۷ سال فرانسه و زیر ۲۳ سال الجزایر بازی کرده‌است.